# Biblioteca Nacional de Malaui
La Biblioteca Nacional de Malaui (en inglés: National Library Service of Malawi) es la biblioteca nacional y el depósito legal de Malaui. La biblioteca tiene 15 sucursales distribuidas por todo el país y su sede central está localizada en la ciudad capital de Lilongüe.
La biblioteca nacional es gestionada por el Malawi National Library Service Board, una empresa estatutaria establecida bajo el Acto de Parlamento, número 31 de 1967.  

## Misión
La tarea principal es de operar una biblioteca pública con servicios informáticos por todo el país. Su misión es asegurar que todos los malauíes tengan acceso a una formación educativa, acceso a materiales de ocio y acceso a materiales que pueda proporcionar información para el desarrollo nacional. Específicamente, la biblioteca promueve, establece, equipa, dirige, mantiene y desarrolla las quince bibliotecas públicas de Malaui.

## Red de bibliotecas públicas
La biblioteca nacional gestiona 15 biblioteca públicas por todo el país. En promedio, cada biblioteca proporciona acceso a unas 146.000 personas cada año o alrededor de 400 personas al día. En la capital Lilongüe, cuatro bibliotecas fueron construidas conjuntamente con la organización Building Malawi.

## Colección y fondos
La biblioteca nacional está financiada por el gobierno de Malaui, aunque muchos de sus libros son donaciones por la asociación caritativa británica de Book Aid International. La biblioteca nacional pone pedidos a la organización y libros nuevos son enviados hacia Malaui desde el Reino Unido. Bajo este acuerdo, el gobierno malauí reduce sus gastos en la compra de libros y así puede cubrir los gastos de personal y la administración de la biblioteca.

## Programas

### Malawi Folktales
Malawi Folktales es un proyecto de la biblioteca nacional cuyo objetivo es recopilar y documentar la tradición y cultura de la tradición oral para fines educativos. El objetivo es ayudar preservar este patrimonio cultural malauí para evitar que desaparezca.
La empresa japonesa Sony, a petición de la comisión nacional de Malaui para la Unesco y la Global Future Charitable Trust (GFCT), proporciona equipamiento audiovisual y formación técnica a malauíes por medio de la biblioteca nacional para recopilar, editar y digitalizar la cultura tradicional nacional.

### Malawi Library and Information Consortium (MALICO)
La Malawi Library and Information Consortium (Consorcio de Biblioteca e Información de Malalui en español) es un consorcio establecido el 7 de mayo de 2003 y registrado como fideicomiso el 8 de marzo de 2004. 
Los principales objetivos del consorcio son animar la cooperación entre entes de información en el país, influenciar la política de información a nivel nacional, trabajar para mejorar el acceso al internet de ancho de banda y facilitar el acceso a artículos de revistas electrónicas en bases de datos internacionales. 
El consorcio también organiza y digitaliza contenido malauí. Ha recopilado y preservado información indígena y provee acceso a esta información en distintos formatos al público.